# Shunsuke Kikuchi (futbolista)
Shunsuke Kikuchi (菊地 俊介 Kikuchi Shunsuke?, Saitama, 4 de octubre de 1991) es un exfutbolista japonés que jugaba como centrocampista.

## Trayectoria

### Clubes
| Club            | País  | Año       |
| --------------- | ----- | --------- |
| Shonan Bellmare | Japón | 2014-2019 |
| Omiya Ardija    | Japón | 2020-2022 |
| Ehime FC        | Japón | 2023-2024 |

## Palmarés

### Títulos nacionales
| Título         | Club            | País  | Año  |
| -------------- | --------------- | ----- | ---- |
| J2 League      | Shonan Bellmare | Japón | 2014 |
| J2 League      | Shonan Bellmare | Japón | 2017 |
| Copa J. League | Shonan Bellmare | Japón | 2018 |